# District de la Roche-Bernard
Le district de la Roche-Bernard est une ancienne division territoriale française du département du Morbihan de 1790 à 1795.
Il était composé des communes de la Roche Bernard, Camoel, Muzillac, Peaule et Rieux.